# Paramecolabus feae
Paramecolabus feae là một loài bọ cánh cứng trong họ Attelabidae. Loài này được Faust miêu tả khoa học năm 1894.